# Omar Abdirashid Ali Sharmarke

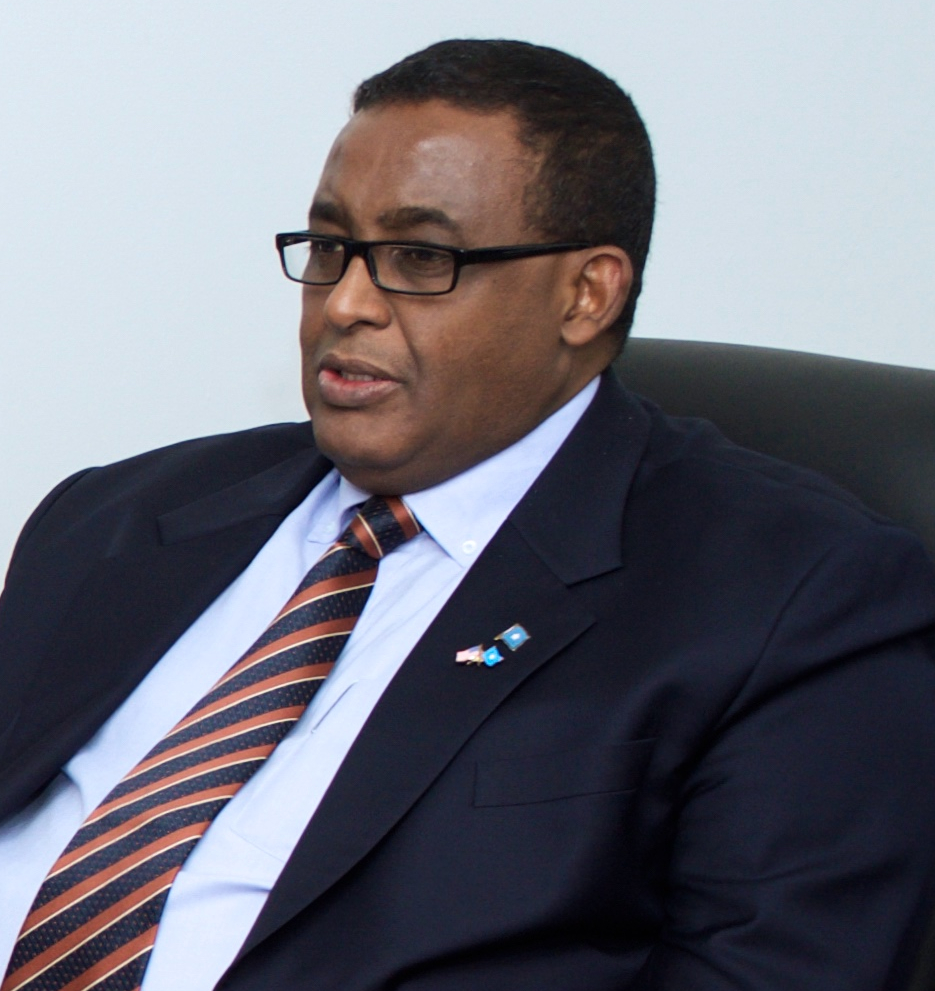
Omar Abdirashid Ali Sharmarke

Omar Abdirashid Ali Sharmarke (Somali: Cumar Cabdirashiid Cali Sharmaarke; * 18. Juni 1960) war vom 14. Februar 2009 bis zum 21. September 2010 Premierminister der Übergangsregierung Somalias. Vom 24. Dezember 2014 bis zum 23. Februar 2017 war er erneut Premierminister der Bundesregierung Somalias.

## Laufbahn
Sharmarke gehört dem Somali-Clan der Majerteen-Darod an und ist Sohn von Abdirashid Ali Shermarke, der erster Premierminister des Landes und von 1967 bis zu seiner Ermordung 1969 Präsident gewesen war. Er besitzt auch die kanadische Staatsbürgerschaft und wuchs in den Vereinigten Staaten sowie in Kanada auf und studierte Politikwissenschaften an der dortigen Carleton University in Ottawa. Für die Vereinten Nationen war er als Diplomat in Sierra Leone, Sri Lanka und in Darfur im Sudan tätig. Sharmarke war für den Posten des Botschafters Somalias in den Vereinigten Staaten vorgesehen.

## Ministerpräsident Somalias
Am 13. Februar 2009 wurde er von Präsident Sharif Sheikh Ahmed als neuer Premierminister der Übergangsregierung Somalias nominiert. Das Übergangsparlament wählte ihn mit 414 zu 9 Stimmen in dieses Amt.
Als Gründe für die Wahl Sharmarkes gelten seine Clanzugehörigkeit (gemäß Verfassung müssen Präsident, Premierminister und Parlamentssprecher drei verschiedenen großen Clans angehören, und die Majerteen-Darod waren mit dem Rücktritt von Präsident Abdullahi Yusuf Ahmed aus der Regierung ausgeschieden), seine Verbindungen zur somalischen Diaspora und zu den Vereinten Nationen sowie die Tatsache, dass er nie am Bürgerkrieg in Somalia beteiligt war.
Sharmarke bezeichnete die Verbesserung der humanitären Lage, die Rückkehr der Binnenvertriebenen an ihre Heimatorte und die Versöhnung mit den Gegnern der Übergangsregierung als Prioritäten.
Sharmarkes Ernennung wurde durch al-Shabaab verurteilt. Sharmarke rief zur Versöhnung und zur Schaffung der Einheit in Somalia auf. Am 21. September 2010 legte Sharmarke sein Amt nieder und begründete dies mit einer Krise in der Regierung und der zunehmenden Unsicherheit in Somalia.